# Civiltà talaiotica

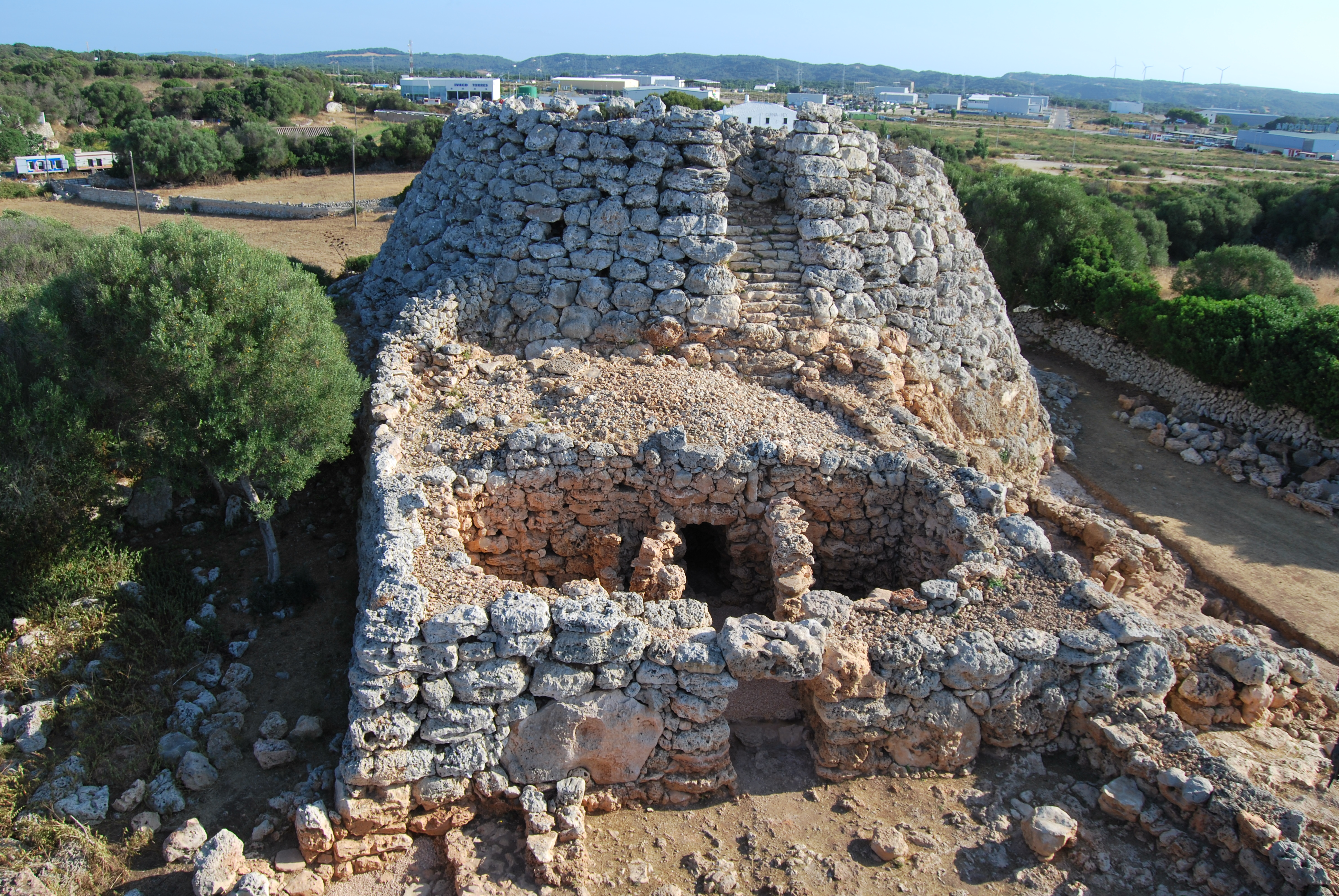
Talaiot di Cornia Nou, a Minorca

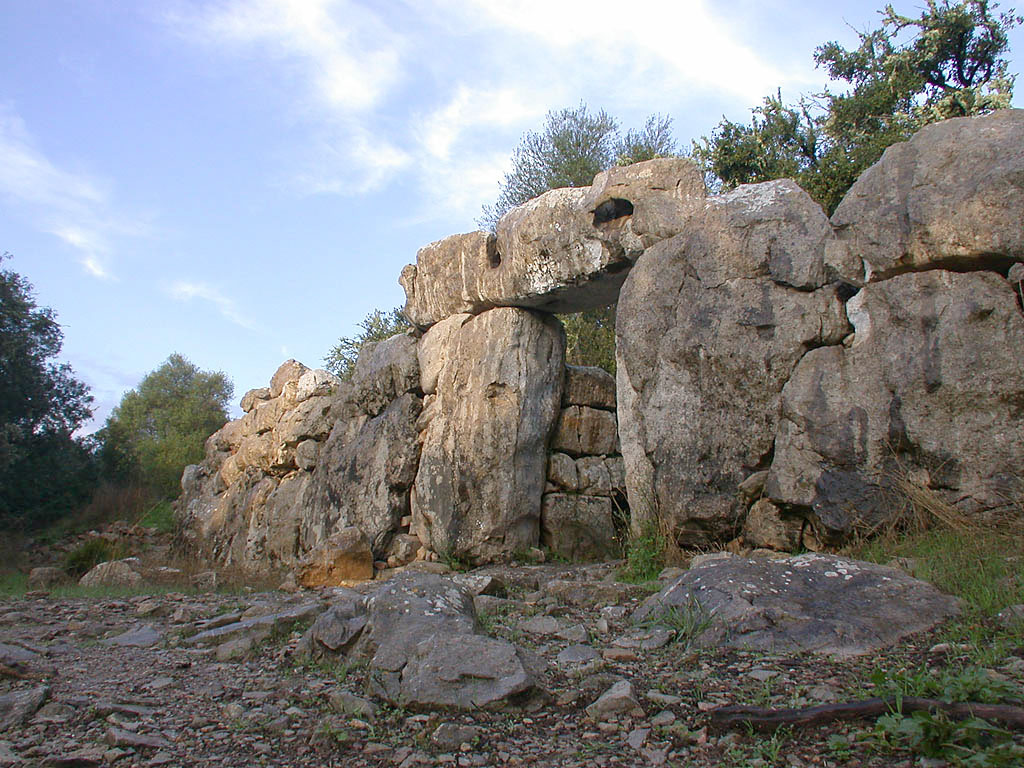
Mura ed ingresso del villaggio di Ses Païsses, Maiorca.

La civiltà talaiotica è una civiltà protostorica che si sviluppò nelle isole Baleari, in particolare a Maiorca e Minorca, tra l'età del bronzo e l'età del ferro.

## Storia

### Periodo pre-talaiotico
Le evidenze archeologiche testimoniano che il primo popolamento umano stabile delle isole Baleari risale al III millennio a.C.. Questi coloni provenivano probabilmente dal sud della Francia o dalla costa orientale della penisola iberica.
Tra il 2200 e il 1900 a.C. si diffonde nell'arcipelago, così come in gran parte dell'Europa occidentale, la cultura del vaso campaniforme. A partire dalla metà del II millennio a.C. si ha l'avvento di alcune innovazioni tra cui nuove tecniche per la produzione delle ceramiche e miglioramenti nella metallurgia del bronzo.
Questa periodo compreso fra l'insediamento delle prime comunità nelle isole e l'avvento della civiltà talaiotoca è noto come periodo pre-talaiotico. Costruzioni tipiche del pre-talaiotico sono le "navette" (navetas) che potevano essere di due tipi: navette abitative e navette funerarie (utilizzate anche nei secoli successivi).

### Periodo talaiotico

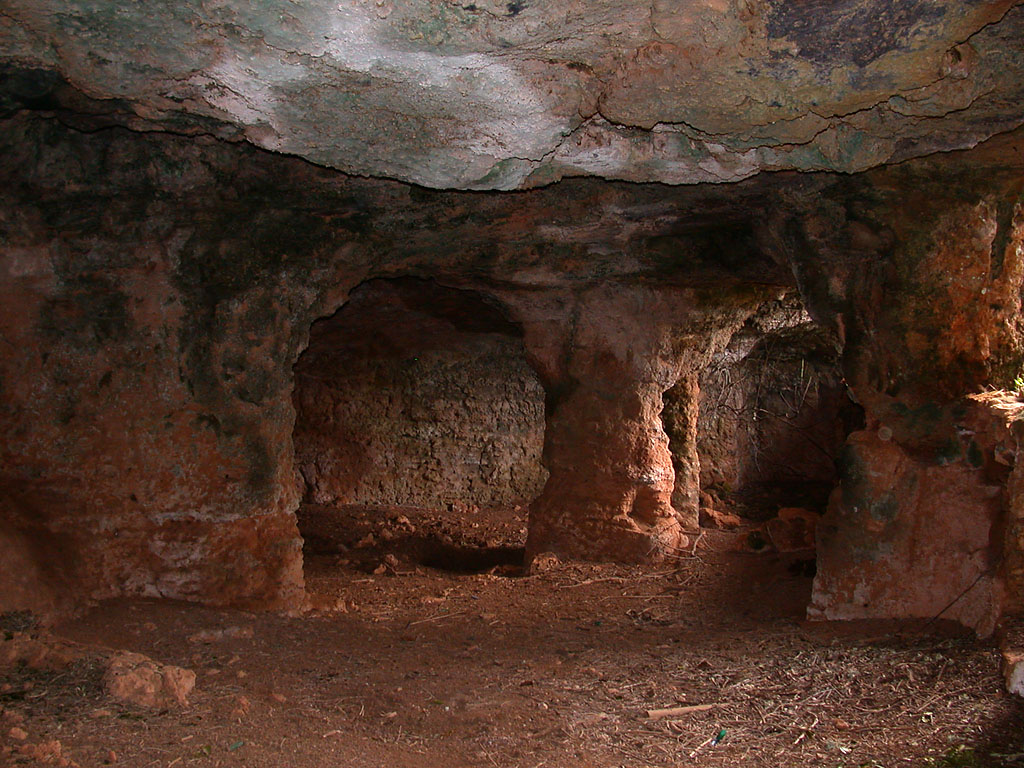
Ipogeo funerario a Maiorca

Secondo la cronologia elaborata da L. Plantalamor Massanet, la civiltà talaiotica si può suddividere in quattro fasi principali:
- Talaiotico I inizia intorno al 1500 a.C. e si protrae fino al 1000 a.C. . Si caratterizza per i grandi talaiot a struttura circolare, i primi santuari con Taula e le prime abitazioni a pianta circolare. I defunti venivano sepolti collettivamente nelle navetas.
- Talaiotico II dal 1000 a.C. al 700 a.C. Durante questo periodo si registra l'abbandono di alcuni degli abitati di epoca precedente e il concentramento della popolazione in villaggi protetti da mura difensive. In degli ipogei di pianta semplice venivano inumati i defunti.

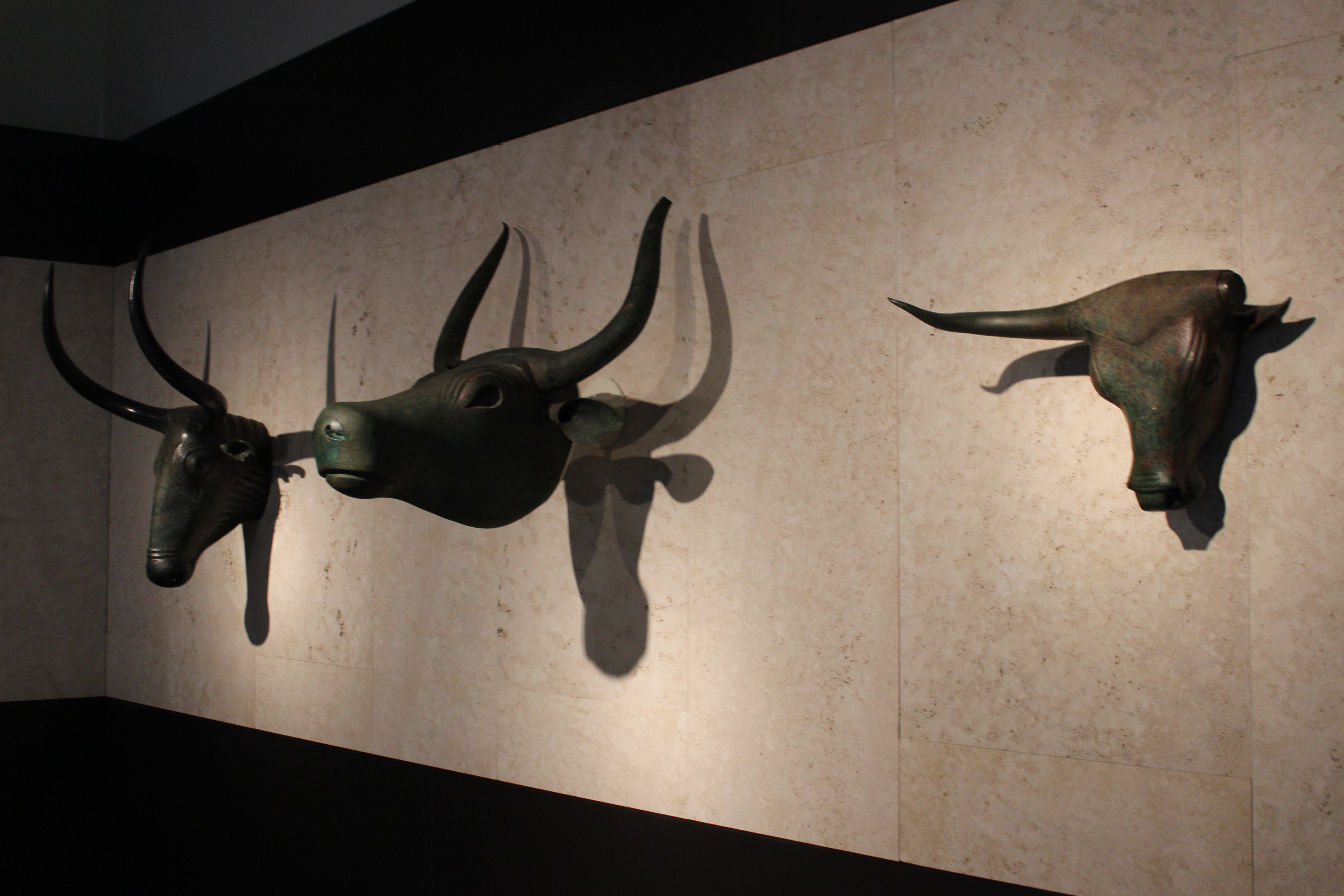
Tori di Costitx

- Talaiotico III tra il 700 e il 350 a.C., si contraddistingue per l'ampliamento delle strutture difensive nei villaggi e l'apparizione di grandi case circolari con patio centrale. Si intensificano i contatti con i greci, i fenici e i punici.
- Talaiotico IV è l'ultima tappa di questa civiltà, dal 350 a. 123 a.C., anno della conquista romana dell'arcipelago.

## Società

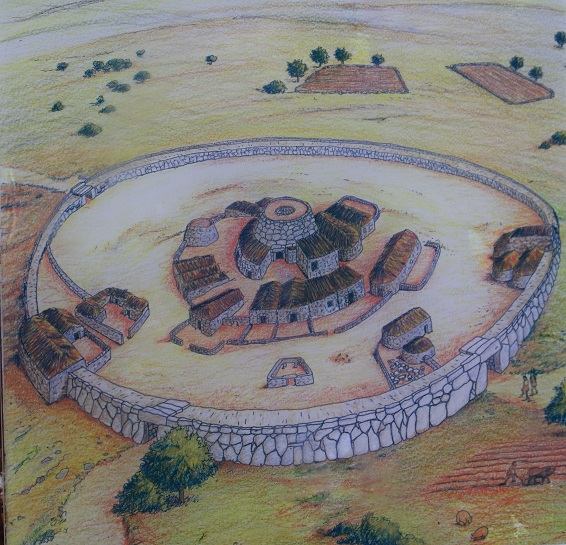
Ricostruzione del villaggio di Ses Païsses

La maggior parte degli studiosi è concorde nel descrivere la civiltà talaiotica come una società dove esisteva una forte stratificazione sociale con un accesso differenziato alle risorse a seconda del rango. Le fortificazioni dei villaggi sembrano suggerire che si verificassero scontri tribali tra gli abitanti delle isole e che, perlomeno gli abitati più grandi, potessero costituire delle entità autonome.
I Balearici, la popolazione di frombolieri che eresse i monumenti talaiotici, erano probabilmente affini ai Balari, etnia nuragica della Sardegna nord-occidentale. Affinità confermate da ritrovamenti archeologici ed elementi linguistici comuni.
Fonti scritte romane narrano che i nativi delle isole Baleari utilizzavano un unguento a base di olio di lentischio e grasso di maiale con cui si spalmavano il corpo. Questi autori spiegano anche che gli isolani erano soliti restare nudi durante l'estate, mentre in inverno si coprivano di pellicce. I Balearici disponevano di muli che forse esportavano anche in altre regioni.
L'economia talaiotica era di tipo agro-pastorale, basata prevalentemente sulla coltivazione dei cereali, l'allevamento di caprini e, in minor misura, di suini e bovini.

## Cultura materiale

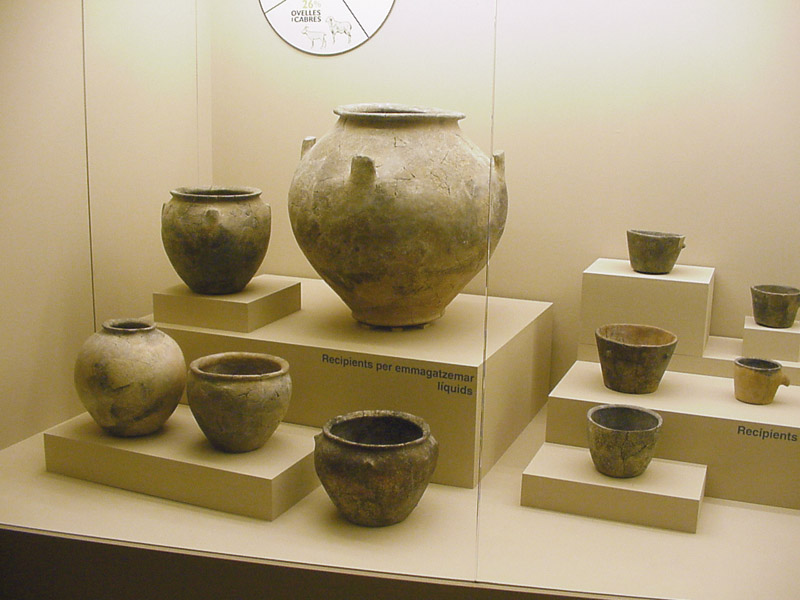
Ceramiche talaiotiche da Maiorca

### Ceramica
Le ceramiche talaiotiche erano lavorate a mano. Il sistema di cottura era piuttosto primitivo anche se nelle fasi finali si iniziarono ad utilizzare dei forni chiusi. Le tipologie sono molto varie e comprendono: vasi troncoconici, olle globulari, olle carenate, grandi contenitori pitoidi. Si osservano alcune differenze, a livello tipologico, fra la ceramiche di Maiorca e quelle di Minorca.

### Altre produzioni
Sono frequenti vari tipi di oggetti come punzoni e spatole in osso, macine in pietra, manufatti in bronzo e, a partire dal I millennio a.C., in ferro (armi, ornamenti personali).

## Architetture talaiotiche

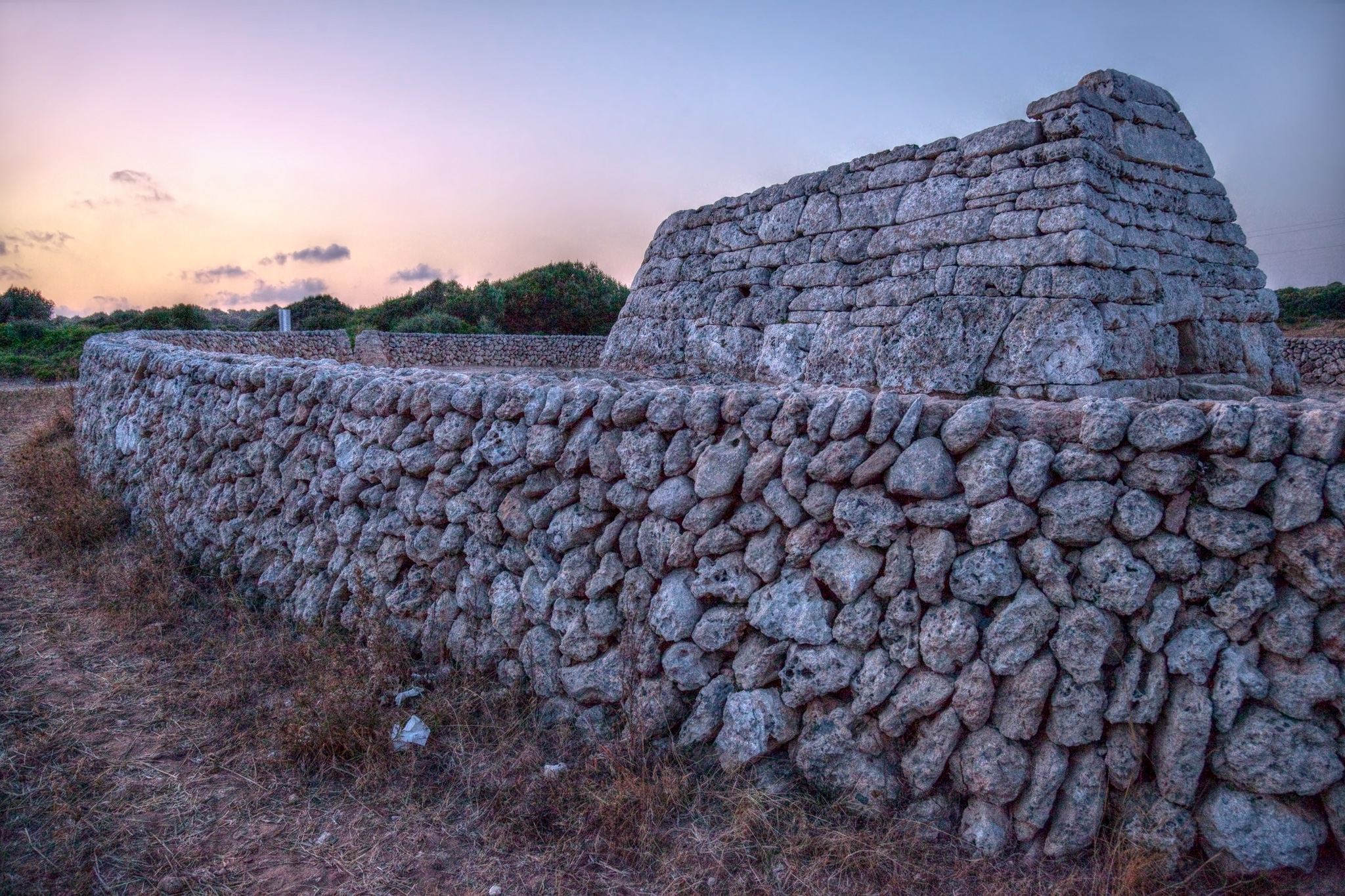
Naveta d'Es Tudons a Minorca

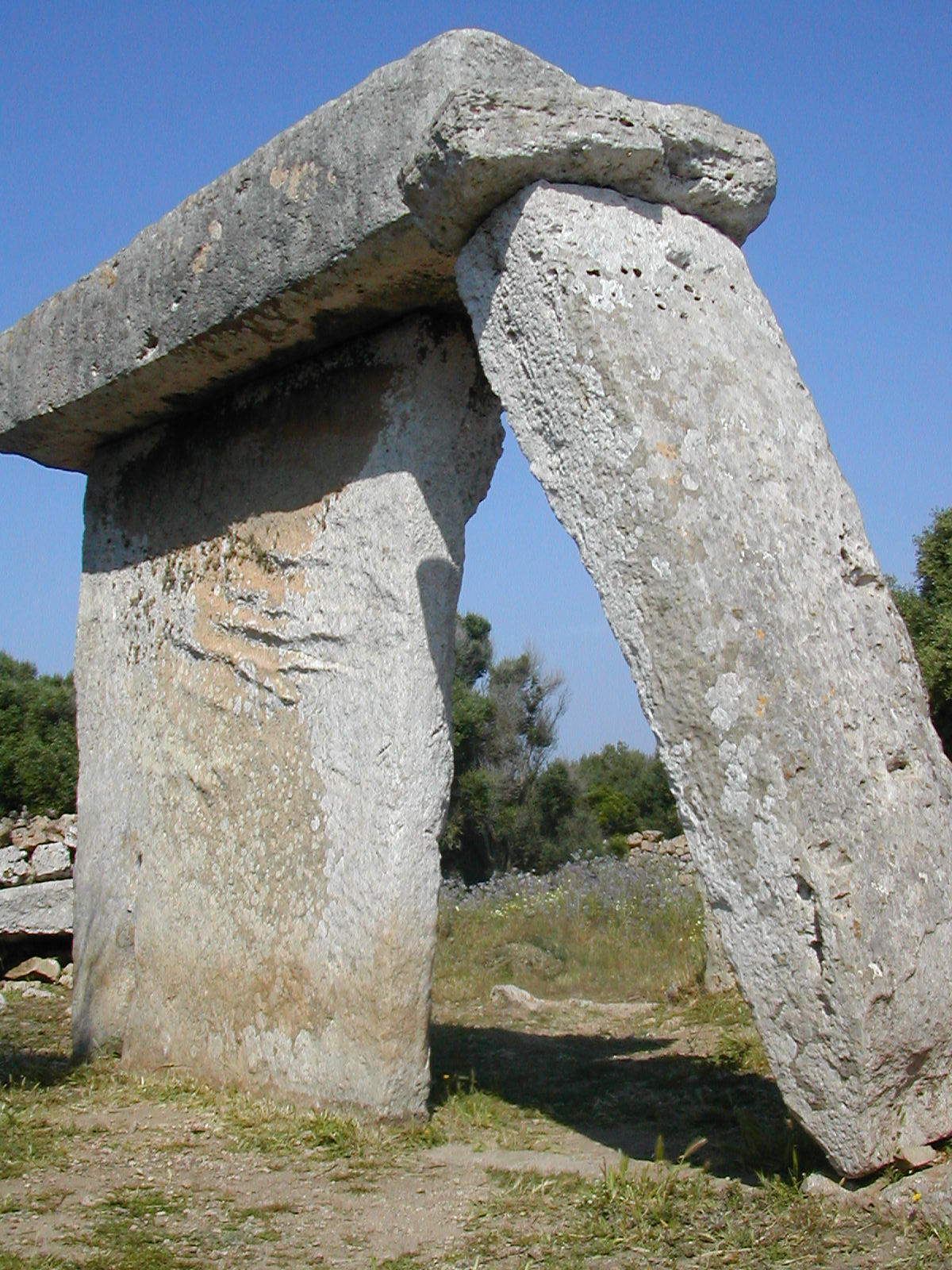
Taula di Talatí de Dalt, vicino Mahón, Minorca.

Il simbolo di questa civiltà sono i talaiot, costruzioni megalitiche a forma tronco conica simili ai nuraghi della Sardegna, alle torri della Corsica nonché ai sesi di Pantelleria.
I Talaiot noti fino a questo momento sono circa 274 diffusi in tutto l'arcipelago. Benché la funzione di questi edifici non è del tutto chiara si ipotizza che siano stati utilizzati come fortezze militari o torri di avvistamento.
Altri elementi architettonici tipici di questa cultura sono le navetas, tombe megalitiche collettive che mostrano alcune similitudini con le tombe dei giganti sarde e i taulas, monumenti megalitici dalla caratteristica forma a T, diffusi particolarmente a Minorca e legati presumibilmente alla sfera del sacro.

## Siti di rilevanza
- Capocorb Vell, 12 km a sud di Llucmajor: cinque talaiots e un villaggio
- Ses Païsses, vicino ad Artà, Maiorca
- Son Olesa, dolmen, Maiorca
- Necropoli di Son Real, Maiorca
- Insediamento di Na Nova, Maiorca
- Talatí de Dalt, Minorca
- Trebalúger, Minorca
- Es Trepucó, Minorca
- Torre d'en Galmés, Minorca
- So na Caçana, Minorca

## Paleogenetica
Secondo uno studio del 2020, l'individuo più antico analizzato delle Isole Baleari (~ 2400 a.C.), da Maiorca, aveva antenati dei pastori delle steppe occidentali (38% circa) che probabilmente derivavano da una migrazione dall'Iberia, mentre due individui di epoca successiva delle Baleari, incluso un individuo di cultura talaiotica da Minorca, avevano meno antenati dei pastori della steppa e una più alta percentuale di geni dei primi agricoltori europei.